# Crisip el jove
Crisip el jove (Chrysippus, Χρὐσιππος) fou fill de Crisip de Cnidos. Fou metge i va tractar a Ptolemeu I Soter d'Egipte al final del segle iv aC. Segons Diògenes Laerci fou executat però es desconeix de quin càrrec estava acusat si bé l'acusació consta com a falsa.